# Woodman (Wisconsin)
Pour les articles homonymes, voir Woodman.
Woodman est un village du comté de Grant, dans l'État du Wisconsin, aux États-Unis. En 2020, il comptait une population de 118 habitants.